# Eran Zahavi
Pour les articles homonymes, voir Zahavi.
Eran Zahavi (en hébreu : ערן זהבי), né le 25 juillet 1987 à Rishon LeZion (Israël), est un footballeur international israélien évoluant au poste d'avant-centre ou de deuxième attaquant au sein du club du Maccabi Tel-Aviv (Israël)
Il est le meilleur buteur de l'histoire du Guangzhou R&F Football Club, du Maccabi Tel-Aviv et de la sélection israélienne.

## Biographie
Eran Zahavi naît à Rishon LeZion en Israël. Son père, Ilan Zahavi, est un homme d'affaires qui a immigré en Israël depuis la France, et sa mère, Eti, a des parents marocains.

### Carrière en club

#### Début de carrière

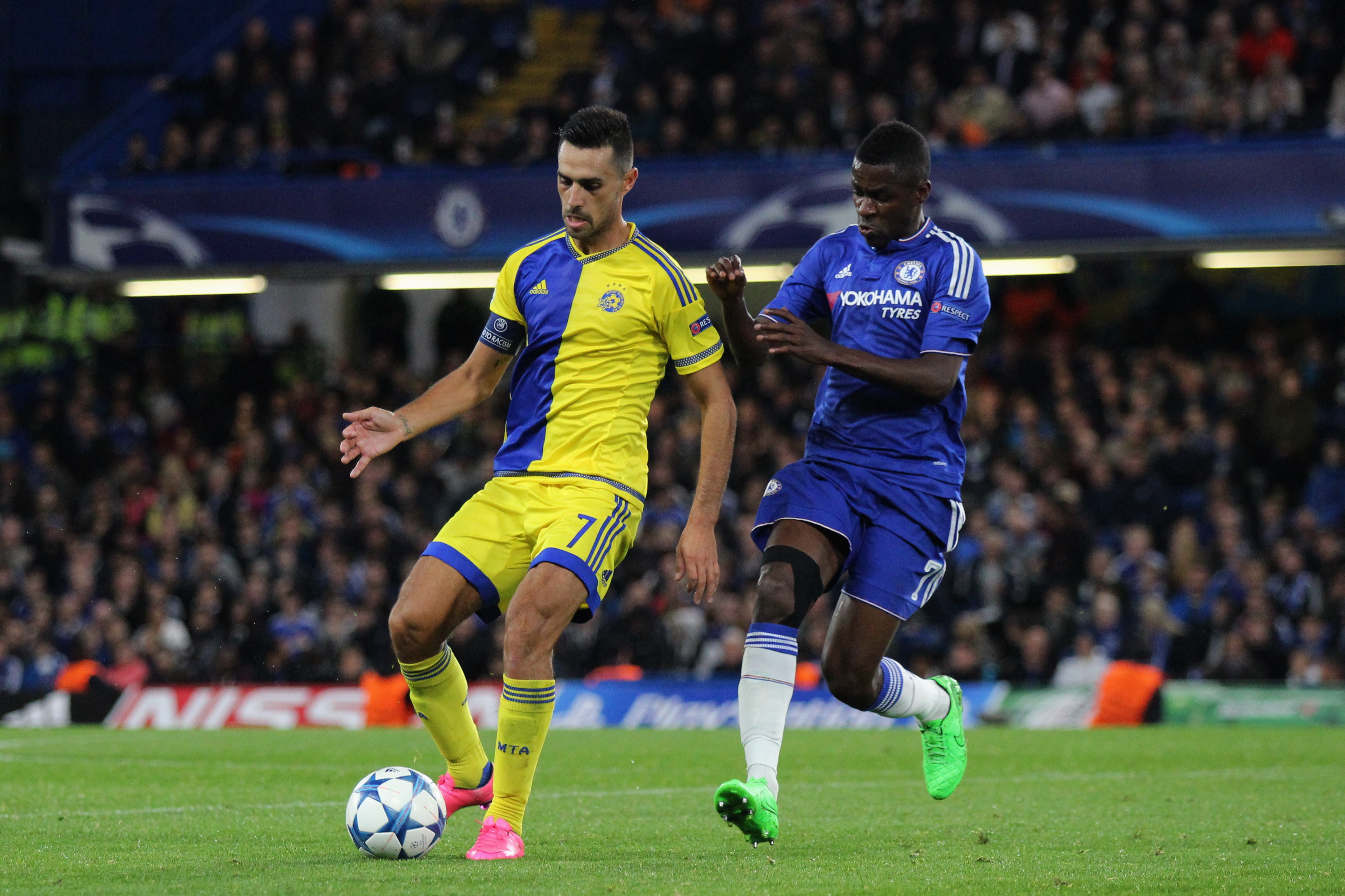
Zahavi avec le Maccabi Tel Aviv lors du match de Ligue des champions de l'UEFA 2015-2016 contre Chelsea.

Eran Zahavi commence le football dans le club de l'Hapoël Tel-Aviv, il rejoint l'effectif professionnel du club à partir de 2006. Pour avoir du temps de jeu, il est prêté à partir de janvier 2007 en deuxième division israélienne dans le club de Ramat HaSharon. Il reste un an et demi dans ce club et participe à 45 matchs pour 9 buts.
De retour à l'Hapoël Tel-Aviv lors de la saison 2008-2009, Eran Zahavi réalise une bonne saison avec 28 matchs pour 7 buts et est un titulaire indiscutable dans le milieu de terrain du club. L'Hapoël est finaliste du championnat derrière le Maccabi Haïfa. La saison suivante, Eran parvient à réaliser une très grosse saison en marquant 11 fois pour 33 matchs de championnat, son club réalise le doublé coupe/championnat.
Après avoir connu deux saisons la Ligue Europa, il découvre la Ligue des champions et la phase de groupe. Après des débuts difficiles de l'Hapoël (3 défaites et un match nul), il participe grandement à la victoire de son club contre les Portugais du Benfica Lisbonne (3-0) en marquant par deux fois du droit et de la tête.issim Elmaliach 
Le 1er juillet 2011, il signe en Italie à l'US Palerme pour une somme de 1,2 million d'euros. En deux ans, Zahavi n'aura inscrit que 2 buts et aura disputé seulement 26 matchs.

#### Consécration en Israël
Fin janvier 2013, il retourne au pays en signant un contrat de trois ans en faveur du Maccabi Tel-Aviv. Lors du derby de Tel Aviv le 3 novembre 2014, Zahavi a marqué un penalty pour égaliser le score à 1-1 en première mi-temps, mais a ensuite été attaqué par un supporter qui a envahi le terrain. En se défendant, l'attaquant écope d'un carton rouge, provoquant d'autres invasions de terrain qui ont conduit à l'abandon du match.
Au début de la saison 2015-2016, Zahavi a été nommé nouveau capitaine du Maccabi après que l'ancien capitaine Sheran Yeini ait signé dans le club néerlandais Vitesse Arnhem. Performant avec son club, Zahavi a marqué 35 buts, en 36 matchs de championnat, et établi un nouveau record de buts dans le championnat israélien en une seule saison. Le précédent record a été établi par l'attaquant Nissim Elmaliach, qui a marqué 30 buts en 26 matches de championnat au cours de la saison 1954-1955.

#### Guangzhou
Le 29 juin 2016, Zahavi a rejoint Guangzhou R&F de la Super League chinoise, faisant de lui le deuxième footballeur israélien en Chine après Liron Zarko. Il portera le numéro 7. Le 2 juillet, Zahavi fait ses débuts en entrant à la 60ème minutes. Il marque et délivre une passe décisive et permet à son équipe de remporter le match 4-2.
Le 13 juillet, Zahavi réalise un triplé en 19 minutes lors du match de la FA Cup chinoise contre Hebei China Fortune FC, ce qui permet à son club de remporter le match 3-0. Le 18 octobre, lors d'un match de championnat contre Hangzhou Greentown, ce qui signe son deuxième triplé. Zahavi a terminé sa première demi-saison pour le Guangzhou R&F avec six buts en quatre matchs de la FA Cup chinoise et 11 buts en championnat en 15 apparitions.
Le 24 janvier 2017, Zahavi a signé un contrat renouvelé avec Guangzhou R&F jusqu'à la fin de la saison 2020. Le 23 juillet, lors d'un match de championnat contre le Yanbian Funde Football Club, il a marqué quatre buts pour Guangzhou permettant de remporter le match 6-2. Zahavi a terminé la saison 2017 avec 27 buts en championnat (un de moins que le record). Cela lui permet d'être dans l'équipe type du championnat.
En novembre 2019, Zahavi marque 29 buts en championnats, ce qui lui permet de battre le record du nombre de buts en une saison (record détenu par Elkeson en 2014).

#### PSV
Le 20 septembre 2020, il s'engage au PSV Eindhoven et récupère son numéro 7. Il a fait ses débuts avec l'équipe néerlandaise le 1er octobre 2020 lors des barrages de la Ligue Europa contre l'équipe norvégienne de Rosenborg, contribuant à la victoire 2-0 avec un but et une passe décisive. Le 18 février 2021, en Ligue Europa, Zahavi inscrit un doublé face à l'Olympiakos, mais ne peut empêcher la défaite de son équipe (2-4). Pour le match retour, Zahavi inscrit encore un doublé dont un sur coup franc, ce qui qualifie virtuellement son club pour les huitième de finale, mais Ahmed Hassan Mahgoub crucifie le club d'Eindhoven à la 88ème minutes.
Le 21 juillet 2021, Zahavi a réussi un triplé et a fait une passe décisive pour Mario Götze pour une victoire 5-1 contre l'équipe turque de Galatasaray, lors du match aller du deuxième tour de qualification de l'UEFA Champions League.
En mars 2022, Zahavi a été nommé joueur de la semaine par l'UEFA Europa Conference League, grâce à sa performance contre le club de Copenhague en huitièmes de finale retour en inscrivant un doublé, ce qui a permis à son club de gagner 4-0. Le même mois, il a également été nommé meilleur Joueur Eredivisie du mois après avoir marqué dans chacun des trois matchs auxquels il a joué. Zahavi a marqué son huitième but européen de la saison en quart de finale de la Conference League contre Leicester City, et a ainsi égalisé le record du PSV partagé par Willy van der Kuijlen et Gerrie Deijkers, qui ont tous deux marqué huit buts en match européens pour le club dans les années 70.
Après deux ans passés au Pays-Bas, Zahavi annonce son départ, il aura remporté la Supercoupe des Pays-Bas en 2021 et la KNVB Beker en 2022. Il marque 36 buts en 76 matchs.

### Retour au Maccabi Tel Aviv
Le 26 juin 2022, Zahavi retourne au Maccabi Tel Aviv avec un contrat de deux ans, après avoir joué pour le club entre 2013 et 2016. Il inscrit son premier son premier pendant les barrages de la Ligue Europa Conférence face à l'Aris Salonique. Cependant, au tour prochain, le Maccabi est éliminé face à l'OGC Nice. Son club finit troisième du championnat, sur le plan personnel, Zahavi termine deuxième meilleur buteur du championnat avec 20 buts.
Pour sa deuxième saison, il inscrit un triplé lors de son premier match face au Hapoël Beer-Sheva en coupe. En décembre 2023, l'UEFA a nommé Zahavi Joueur de la semaine de l'UEFA Europa Conference League après avoir marqué un doublé contre l'équipe belge de La Gantoise lors de la phase de groupes, assurant au Maccabi Tel Aviv une victoire 3-1.
Le 24 janvier 2024, il remporte la Coupe face au club rival, le Maccabi Haïfa.
Le 21 mai 2024, Zahavi et le Maccabi remportent le championnat, Zahavi finit co-meilleur buteur et est élu meilleur joueur du championnat.
Le 24 mai 2025, Zahavi dispute son dernier match sous les couleurs du Maccabi Tel Aviv, et inscrit un doublé (victoire 5-0) face au Beitar Jerusalem. Il aura disputé 7 saisons au total pour 202 buts faisant de lui le meilleur buteur de l'histoire du club en compétitions officiels,. De plus, pour sa dernière saison, Zahavi gagne le championnat pour la cinquième fois de sa carrière ainsi que la coupe de la Ligue.

### Carrière internationale
Eran Zahavi fait ses grands début avec la sélection israélienne le 2 septembre 2010 à l'âge de 23 ans pour le compte des éliminatoires du championnat d'Europe contre Malte (3-1), il est titulaire lors de ce match entraîné par Luis Fernandez. Il marque son premier but pour l'équipe nationale le 10 septembre 2013 contre la Russie lors des éliminatoires de la Coupe du Monde de la FIFA 2014.
Le 24 mars 2019, il inscrit un triplé contre l' Autriche lors d'une victoire 4-2 à domicile, lors des éliminatoires de l' UEFA Euro 2020. Pendant ses éliminatoires, il finira deuxième meilleur buteur (égalité avec Ronaldo) avec un total de 11 buts, seulement devancé par Harry Kane avec une longueur de plus.
Le 14 octobre 2020, lors d'un match de groupe B de Ligue des nations contre la Slovaquie , Zahavi marque un triplé en l'espace de 20 minutes pour amener l'Israël de 0-2 à une victoire 3-2.  Avec cinq buts, Zahavi finit deuxième meilleur buteur de toutes les divisions de la Ligue des Nations de l'UEFA 2020-21 (avec Romelu Lukaku de la Ligue A ), et seulement un but derrière Erling Haaland de la Ligue B.
Le 1er septembre 2021, Zahavi inscrit son quatrième triplé international lors d'un match à l'extérieur des éliminatoires de la Coupe du Monde, offrant à l'Israël une victoire 4-0 contre les îles Féroé. Le 12 novembre 2021, Zahavi s'est blessé au genou pendant le match d’éliminatoires pour la Coupe du Monde Autriche-Israël. Son indisponibilité est estimée à au moins trois mois. Malgré cela, l'attaquant marque 8 buts et sera l'un des meilleurs buteurs (derrière Harry Kane, Memphis Depay et Robert Lewandowski).
Le 15 septembre 2022, il a été annoncé que Zahavi avait fait une pause dans l'équipe nationale d'Israël en raison d'un différend concernant une chambre d'hôtel avant une trêve internationale. Cependant, en novembre 2023, il est revenu dans l'équipe pour le reste des matches de qualification de l'UEFA Euro 2024.

## Vie privée
Zahavi est titulaire d'un passeport français car il s'agit du pays de naissance de son père, avec qui il entretient des rapports difficiles. Ce titre lui a permis de jouer dans des clubs européens sans être compté comme un joueur étranger. Toutefois, hors sa nationalité, il ne semble avoir aucun lien avec ce pays.
En mai 2021, alors que Zahavi se rend en bus pour un match avec le PSV Eindhoven, sa femme et ses quatre enfants sont victimes d'un cambriolage dans leur maison située à Amsterdam. La police révèle que deux individus âgés d'une vingtaine d'années se sont introduits dans le domicile. La femme du joueur a été menacée d'une arme à feu avant d'être ligotée avec ses enfants tandis que les cambrioleurs ont volé des effets personnels et de l'argent liquide. Zahavi commente l'évènement sur ses réseaux sociaux, affirmant : « Cela va bien au-delà d'un vol ou d'un cambriolage normal. »

## Palmarès
- Hapoël Tel-Aviv (3)
  - Championnat d'Israël (1) :
    - Vainqueur : 2010.
    - Finaliste : 2009 et 2011.

  - Coupe d'Israël (2) :
    - Vainqueur : 2010, 2011.

- Maccabi Tel-Aviv (9)
  - Championnat d'Israël (5) :
    - Vainqueur : 2013, 2014,2015, 2024 et 2025.

  - Coupe d'Israël (3):
    - Vainqueur : 2015, 2024 et 2025.

  - Supercoupe d'Isarël (1):
    - Vainqueur : 2024.

 PSV Eindhoven (1)
- Coupe des Pays-Bas (1) :
  - Vainqueur en 2022.

## Récompenses individuelles
- Meilleur passeur du Championnat d'Israël en 2011.
- Meilleur buteur du Championnat d'Israël en 2014, 2015, 2016 et 2024
- Meilleur joueur du Championnat d'Israël en 2014, 2015 et 2024.
- Meilleur buteur de la phase de qualification en ligue des champions en 2015 (7 buts)
- Meilleur joueur du Championnat de Chine en 2017.
- Meilleur buteur du Championnat de Chine en 2017 et 2019.
- Nommé dans l'équipe type du Championnat de Chine en 2017 et 2019.
- Joueur du mois dans le Championnat des Pays-Bas : Mars 2022.

## Statistiques
| Saison                | Club                  | Championnat           | Championnat | Championnat | Championnat | Coupe(s) nationale(s) | Coupe(s) nationale(s) | Coupe(s) nationale(s) | Supercoupe | Supercoupe | Supercoupe | Compétition(s) continentale(s) | Compétition(s) continentale(s) | Compétition(s) continentale(s) | Compétition(s) continentale(s) | Total | Total | Total |
| Saison                | Club                  | Division              | M.          | B.          | P.d.        | M.                    | B.                    | P.d.                  | M.         | B.         | P.d.       | Comp.                          | M.                             | B.                             | P.d.                           | M.    | B.    | P.d.  |
| 2008-2009             | Hapoel Tel-Aviv       | Ligat ha'Al           | 28          | 7           | 0           | 1                     | 0                     | 0                     | -          | -          | -          | C3                             | 6                              | 0                              | 0                              | 35    | 7     | 0     |
| 2009-2010             | Hapoel Tel-Aviv       | Ligat ha'Al           | 33          | 10          | 7           | 5                     | 1                     | 1                     | -          | -          | -          | C3                             | 11                             | 0                              | 0                              | 49    | 11    | 8     |
| 2010-2011             | Hapoel Tel-Aviv       | Ligat ha'Al           | 33          | 9           | 0           | 4                     | 2                     | 1                     | -          | -          | -          | C1                             | 12                             | 5                              | 1                              | 49    | 16    | 2     |
| Sous-total            | Sous-total            | Sous-total            | 94          | 26          | 7           | 10                    | 3                     | 2                     | -          | -          | -          | -                              | 29                             | 5                              | 1                              | 133   | 34    | 10    |
| 2011-2012             | Palerme FC            | Serie A               | 20          | 2           | 3           | -                     | -                     | -                     | -          | -          | -          | C3                             | 2                              | 0                              | 0                              | 22    | 2     | 3     |
| 2012-2013             | Palerme FC            | Serie A               | 3           | 0           | 0           | 1                     | 0                     | 0                     | -          | -          | -          | -                              | -                              | -                              | -                              | 4     | 0     | 0     |
| Sous-total            | Sous-total            | Sous-total            | 23          | 2           | 3           | 1                     | 0                     | 0                     | -          | -          | -          | -                              | 2                              | 0                              | 0                              | 26    | 2     | 3     |
| 2012-2013             | Maccabi Tel-Aviv      | Ligat ha'Al           | 16          | 7           | 4           | 2                     | 1                     | 0                     | -          | -          | -          | -                              | -                              | -                              | -                              | 18    | 8     | 4     |
| 2013-2014             | Maccabi Tel-Aviv      | Ligat ha'Al           | 34          | 29          | 5           | 1                     | 1                     | 0                     | -          | -          | -          | C1+C3                          | 4+7                            | 2+3                            | 0+1                            | 46    | 35    | 6     |
| 2014-2015             | Maccabi Tel-Aviv      | Ligat ha'Al           | 34          | 28          | 6           | 5                     | 5                     | 0                     | -          | -          | -          | C1+C3                          | 4+2                            | 1+1                            | 1+0                            | 45    | 35    | 7     |
| 2015-2016             | Maccabi Tel-Aviv      | Ligat ha'Al           | 36          | 35          | 8           | 6                     | 3                     | 0                     | 1          | 2          | 0          | C1                             | 11                             | 8                              | 3                              | 54    | 48    | 11    |
| Sous-total            | Sous-total            | Sous-total            | 120         | 99          | 23          | 14                    | 10                    | 0                     | 1          | 2          | 0          | -                              | 28                             | 15                             | 5                              | 163   | 126   | 28    |
| 2016                  | Guangzhou City        | Super League          | 15          | 11          | 5           | 4                     | 6                     | 1                     | -          | -          | -          | -                              | -                              | -                              | -                              | 19    | 17    | 6     |
| 2017                  | Guangzhou City        | Super League          | 30          | 27          | 8           | 4                     | 4                     | 3                     | -          | -          | -          | -                              | -                              | -                              | -                              | 34    | 31    | 11    |
| 2018                  | Guangzhou City        | Super League          | 26          | 20          | 9           | 3                     | 2                     | 0                     | -          | -          | -          | -                              | -                              | -                              | -                              | 29    | 22    | 9     |
| 2019                  | Guangzhou City        | Super League          | 28          | 29          | 4           | -                     | -                     | -                     | -          | -          | -          | -                              | -                              | -                              | -                              | 28    | 29    | 4     |
| 2020                  | Guangzhou City        | Super League          | 7           | 4           | 1           | -                     | -                     | -                     | -          | -          | -          | -                              | -                              | -                              | -                              | 7     | 4     | 1     |
| Sous-total            | Sous-total            | Sous-total            | 106         | 91          | 27          | 11                    | 12                    | 4                     | -          | -          | -          | -                              | -                              | -                              | -                              | 117   | 103   | 31    |
| 2020-2021             | PSV Eindhoven         | Eredivisie            | 25          | 11          | 3           | 2                     | 0                     | 0                     | -          | -          | -          | C3                             | 6                              | 6                              | 1                              | 33    | 17    | 4     |
| 2021-2022             | PSV Eindhoven         | Eredivisie            | 25          | 11          | 7           | 4                     | 1                     | 1                     | 1          | 0          | 1          | C1+C3+C4                       | 6+4+6                          | 3+1+4                          | 3+0+0                          | 46    | 20    | 12    |
| Sous-total            | Sous-total            | Sous-total            | 50          | 22          | 9           | 6                     | 1                     | 1                     | 1          | 0          | 1          | -                              | 22                             | 14                             | 4                              | 79    | 37    | 15    |
| 2022-2023             | Maccabi Tel-Aviv      | Ligat ha'Al           | 32          | 20          | 3           | 4                     | 4                     | 0                     | -          | -          | -          | C4                             | 4                              | 2                              | 0                              | 40    | 26    | 3     |
| 2023-2024             | Maccabi Tel-Aviv      | Ligat ha'Al           | 35          | 20          | 7           | 3                     | 3                     | 0                     | -          | -          | -          | C4                             | 14                             | 13                             | 1                              | 52    | 36    | 8     |
| 2024-2025             | Maccabi Tel-Aviv      | Ligat ha'Al           | 33          | 12          | 2           | 2                     | 1                     | 0                     | 1          | 1          | 0          | C1+C3                          | 2+5                            | 0                              | 0                              | 43    | 14    | 2     |
| Sous-total            | Sous-total            | Sous-total            | 100         | 52          | 12          | 9                     | 8                     | 0                     | 1          | 1          | 0          | -                              | 25                             | 15                             | 1                              | 135   | 76    | 13    |
| Total sur la carrière | Total sur la carrière | Total sur la carrière | 493         | 292         | 81          | 51                    | 34                    | 7                     | 3          | 3          | 1          | -                              | 106                            | 49                             | 11                             | 653   | 378   | 100   |